# 汪在前
汪在前（1533年—1596年），字立伯，號雅堂，直隸徽州府歙縣人（今安徽歙縣），民籍，明朝政治人物。

## 生平
明世宗嘉靖十一年十二月廿二日（1533年）出生，早年為诸生。其父汪炎與同僚不和，被誣陷得罪，下讼牒于嘉兴府知府徐必进。汪在前請罪子代，后被徐必进辱駡。然而汪在前奮筆疾書。應天府鄉試第一百十五名舉人。隆慶二年（1568年）中式戊辰科進士。筮仕即得嘉兴府推官，但兩人仍互相詆毀被誣陷，后轉任南京刑部郎中。隆慶四年（1570年）庚午，擔任鄉試主考官，馮夢禎即出其門下。萬曆二十四年（1596年）正月十七日，卒。享年六十四歲。

## 家族
曾祖父汪榮富；祖父汪景茲，王府引禮舍人；父汪炎，崇德縣丞。母王氏。具庆下。